# Al-Uzza
Al-Uzza (àrab: العزى, al-ʿUzzà) va ser una deïtat femenina de l'Aràbia preislàmica. El seu nom vol dir ‘la més Potent’ (o ‘l'Omnipotent’).
Era una de les tres divinitats més importants a l'antiga religió semítica, juntament amb les seves germanes Al·lat i Manat. Existia un cub de pedra a Nakhla (prop de La Meca) que es considerava sagrat i formava part del seu culte. S'esmenta a L’Alcorà 53:19 com una de les deesses adorades per la gent.
Podria estar relacionada amb Venus o amb Afrodita. Les úniques representacions que se'n coneixen són nabatees. Als primers segles de l'era cristiana el seu culte està testimoniat al Hawran. Al segle vi els làkhmides la veneraven. Al segle vii el seu culte estava implantat a La Meca. Khàlid ibn al-Walid va destruir el temple d'aquesta ciutat l'any 630.
Segons diu l'escriptor i historiador àrab Hixam ibn al-Kalbí a l'obra Kitab al-Asnam, ('El llibre dels ídols'), la tribu dels Quraix considerava Al-Uzza la divinitat més gran, i acostumaven a posar als seus fills el nom de la deessa per exemple Abdul-ʻUzzā. Peregrinaven al seu temple i li oferien regals, buscant el seu favor amb sacrificis.